# Navalmoral de Béjar
Navalmoral de Béjar település Spanyolországban, Salamanca tartományban. Navalmoral de Béjar Valdefuentes de Sangusín, Peromingo, Sanchotello, Béjar és La Calzada de Béjar községekkel határos. Lakosainak száma 56 fő (2024).

## Népesség
A település népessége az elmúlt években az alábbi módon változott:
| Lakosok száma | 68   | 62   | 55   | 54   | 58   | 56   | 62   | 59   | 57   | 56   |
|               | 2001 | 2004 | 2007 | 2009 | 2012 | 2014 | 2017 | 2019 | 2022 | 2024 |